# St.-Anna-Stollen
Der St.-Anna-Stollen ist ein Schaubergwerk bei Nothweiler in Rheinland-Pfalz. Das ehemalige Erzbergwerk ist als Kulturdenkmal geschützt.

## Geschichte
Vor etwa 45 Millionen Jahren stiegen während der Entstehung des Oberrheingrabens eisenreiche hydrothermale Fluide entlang von Störungszonen aus dem kristallinen Sockel auf und wurden in dem ca. 250 Millionen alten Buntsandstein im Porenraum, in Störungszonen und auf Klüften ausgefällt.
Es ist nicht bekannt, wie lange das Eisenerz am Kolbenberg abgebaut wurde. Vorhandene Pingen zeugen auch von Tagebau. Eine wahrscheinlich aus dem Bergwerk von Nothweiler beschickte Eisenhütte wurde 1493 von den Gebrüdern Weyl aus Hagenau in Schönau errichtet; gesichert ist die Nutzung des Erzvorkommens bei Nothweiler ab 1582. Bis zum 18. Jahrhundert fehlen historische Daten, jedoch blieb das Bergwerk mit der Eisenhütte in Schönau eng verbunden. Nach der Zerstörung der Hütte im Dreißigjährigen Krieg wurde um 1635 auch das Bergwerk aufgegeben. Nachdem in den 1760er Jahren kurzzeitig Raubbau betrieben wurde, wurde der Bergbaubetrieb wieder aufgenommen und bis 1810 betrieben, als die bekannten Erzvorräte erschöpft waren. Deshalb wurde 1829 der Berg durch den St.-Anna-Stollen neu angebrochen; das Mundloch des heutigen Schaubergwerks wurde 1838 fertiggestellt. 1835 kaufte Ludwig von Gienanth das Schönauer Hüttenwerk samt der Erzgrube bei Nothweiler. 1883 wurden Hütte und Erzgrube geschlossen. Der Grund war, dass die zur Verhüttung des Erzes nötige Holzkohle von Koks verdrängt wurde und sich so das Interesse auf andere Bergreviere verschob.
Ab 1976 wurde der Stollen in ein Schaubergwerk umgewandelt, das am 22. Juli 1978 eingeweiht wurde. 2008 wurde ein Infozentrum mit Mineralienausstellung eröffnet. Die „ehem. Eisenerzgrube (bauliche Gesamtanlage)“ ist als Kulturdenkmal eingestuft.

## Beschreibung
Von etwa 10.000 m von Hand geschlagener Stollen sind 420 m für Besucher zugänglich. Einsehbar sind unter anderem Sturzschacht, Wetterschacht und Zisterne des Stollens sowie historische Werkzeuge und Ausrüstungsgegenstände. Der Sturzschacht diente dem Zerkleinern des Erzes. Das Erz wurde in den 40 m tiefen Schacht geworfen. Beim Sturz schlugen die Erzbrocken gegen die Wände und zerbrachen. Am unteren Ende des Schachts mündete ein Stollen, über den das zerkleinerte Erz ans Tageslicht gefördert und im Pochwerk auf die gewünschte Größe zerkleinert wurde. An lehmigen wasserundurchlässigen Stellen wurde anstehendes Wasser in Zisternen gesammelt, weitergeleitet und zum Antrieb des Pochwerks genutzt.
In der Grube wurde ausschließlich Eisenerz gefördert. Das Erz hatte einen hohen Gehalt an Mangan, was eine hohe Festigkeit des erzeugten Stahls bewirkte. Die Temperatur im Stollen beträgt konstant 8 °C, die Luftfeuchtigkeit liegt bei 80 %.